# Presswerk (Metallbearbeitung)

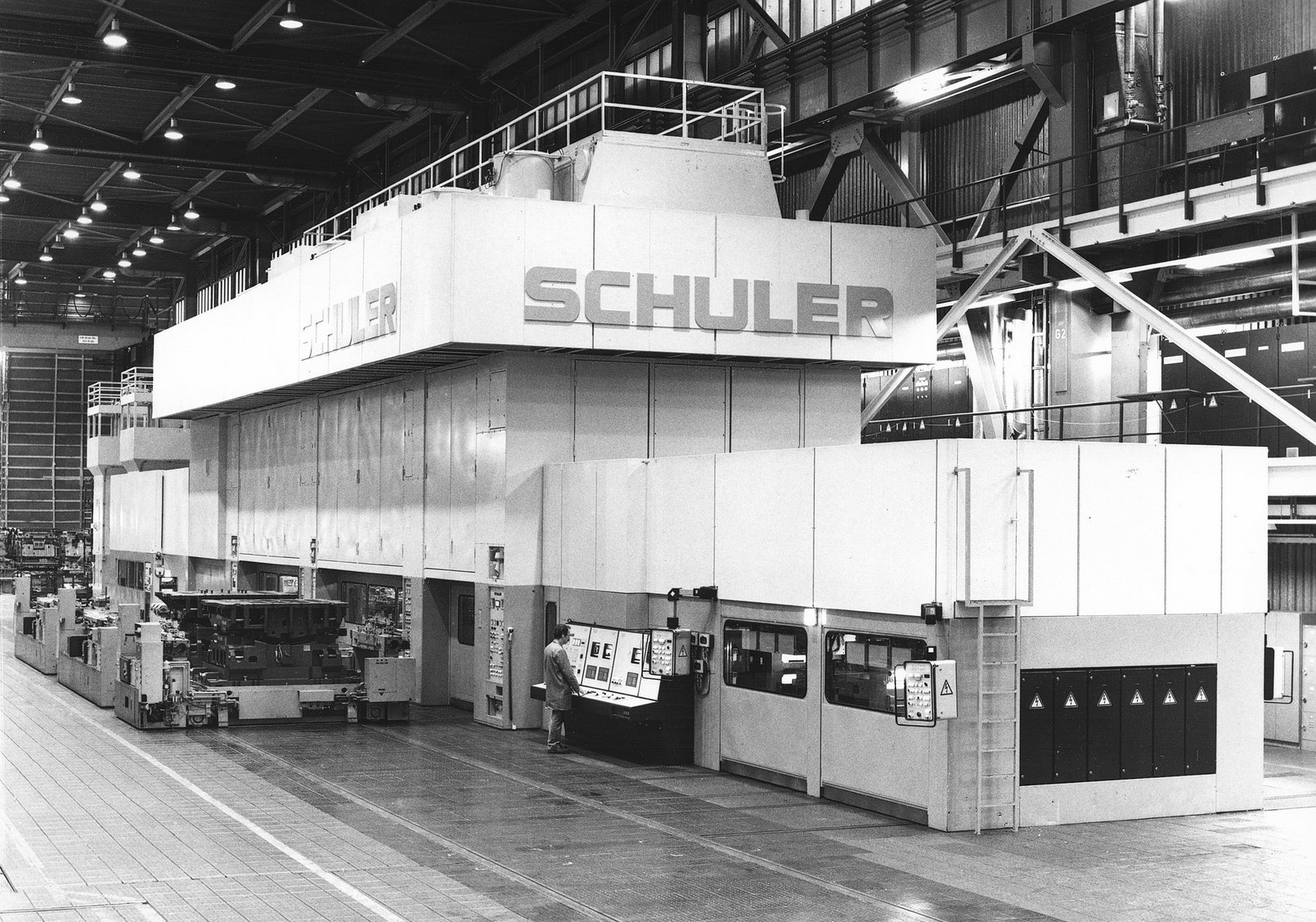
Mercedes-Benz Presswerk Bremen, 1980er Jahre

Ein Presswerk bezeichnet eine industrielle Einheit mit einer oder mehreren Pressen zur Umformung (Tiefziehen) von Blechtafeln (Platinen) zu Pressteilen, vor allem im Fahrzeug-, Flugzeug- und Stahlmöbelbau betrieben. Üblicherweise erfolgt die Bearbeitung in mehreren Schritten, auf mehreren meist hintereinander angeordneten Pressen (Pressenstraße). Moderne Großpressen vereinen eine ganze Pressenstraße in einer Maschine. 
Presswerke bestehen aus drei großen Bereichen: Anlieferung, Zuschnitt und Pressenlinien.
Im Bereich Anlieferung wird das Material vornehmlich in Form von Coils mit einem Gewicht von mehreren Tonnen vom Stahlproduzent angeliefert. Dieses Material wird dann zunächst im Zuschnitt bearbeitet. Das Endlosmaterial wird dort auf Zuschnittlinien, beispielsweise Bandzerteilanlagen oder Platinenschneidanlagen, in kleine Einheiten zerteilt. Die im Zuschnitt produzierten Bleche werden durch Pressen in die gewünschte Form gebracht.

## Zuschnitt
Im Bereich des Zuschnitts finden sich verschiedene Arten von Anlagen. Obwohl ihre Funktionsweise nicht völlig deckungsgleich ist, ist deren Prinzip sehr ähnlich: Aus einem Coil werden kleinere Bleche hergestellt, die der Umformtechnik zur Verfügung gestellt werden. Sie bestehen für gewöhnlich aus einer Haspel, mit der das Endlosband abgewickelt werden kann, einem Walzenvorschub, einer Bandrichtanlage zur Entfernung der Biegung im Material, die durch das Aufwickeln entsteht, sowie einer Schneidvorrichtung und mehreren Nestern, in die das geschnittene Material abgelegt wird. 

### Bandzerteilanlage
Eine zum Einsatz kommende Anlagenform ist die Bandzerteilanlage (auch als Coilschere bezeichnet), die, wie es der Name schon impliziert, das Metallband nur zerteilt. Die einfachste Form des Zuschnitts ist dabei das Ablängen des Materials durch eine Schere, die rechteckige Tafeln (auch Platine genannt) ablängt. Die nächste mögliche Form der Platine ist ein Parallelogramm, das durch eine Veränderung des Anstellwinkels der Schere zum Material erreicht werden kann. Für die Produktion von Trapezen können an der Schere Antriebe montiert werden, mit denen die Schere zwischen zwei Schnitten verschwenkt werden kann; sie wird daher auch Schwenkschere genannt. Schwenkscheren werden in der Regel fest in Form einer schwenkenden Schneidkassette eingebaut, können aber auch als Wechselwerkzeug komplett inkl. Schwenkantrieb ausgetauscht werden. Derartige Werkzeuge werden auch Schwenkschnitt oder Schwenkschneidwerkzeuge genannt.

### Platinenschneidanlage
Die Platinenschneidanlage ist in vielen Fällen eine erweiterte Form der Bandzerteilanlage. Auch sie produziert Platinen und ist oftmals auch in der Lage viereckige Bleche vom Coil abzulängen. Ihre Konstruktion erlaubt es allerdings auch, geometrisch komplexere Formen zu schneiden. Dafür steht eine mechanisch oder hydraulisch angetriebene Presse zur Verfügung, in die unterschiedliche Werkzeuge mit den verschiedensten, bauteilspezifische Schneidgeometrien eingebaut werden können. Die damit hergestellten Bleche werden als Formplatine bezeichnet. Formplatinen beinhalten eine zweidimensionale Grundform des späteren, dreidimensional ausgeformten Bauteils.

### 2D-Laser
Für den Zuschnitt von Formplatinen kann neben den bereits genannten Verfahren auch ein 2D-Laser eingesetzt werden. Bei diesem verfährt ein in zwei Achsen bewegliches Portal über dem Werkstück und schneidet die Platine mittels eines Laserstrahles aus dem Grundmaterial heraus. Der Einsatz eines Lasers ist im Serienbetrieb eher selten, da die Bearbeitungsgeschwindigkeit erheblich geringer ist als die Vorgenannten (etwa 10- bis 20-fache Fertigungszeit). Die häufigste Anwendung findet diese Bearbeitungsmethode bei Produktneuanläufen zum Austesten der optimalen Kontur von Formplatinen. Auch ist er dafür geeignet die Übergangszeit zwischen Vorserie und Einsatz eines Platinenschneidwerkzeuges, das auf einer Platinenschneidanlage eingesetzt wird, zu überbrücken. Zur Erzeugung des Laserstrahles werden meist CO2-Lasererzeuger eingesetzt.

## Materialumformung
Die Weiterverarbeitung der im Zuschnitt hergestellten Platinen erfolgt, wie es der Name Presswerk schon andeutet, durch Pressen. In Abhängigkeit von Größe, Form und Materialstärke des zu fertigenden Bauteils kommen unterschiedliche Maschinentypen zum Einsatz, die mechanisch oder hydraulisch angetrieben sein können und Presskräfte bis zu mehreren tausend Tonnen entwickeln können. 

### Pressenstraße
Die verwendeten Maschinen können einzeln oder im Verbund betrieben werden. Werden mehrere Pressen zu einem Verbund zusammengefasst, bezeichnet man dies als Pressenstraße. Der Grund für die Verkettung von Einzelanlagen liegt im Umstand, dass bestimmte Formen in kleinen Schritten in ein Bauteil eingebracht werden müssen, um Risse im Blech zu vermeiden. Risse im Blech treten auf, wenn die Grenzformänderung des Materials überschritten wird.

### Verkettung
Die Verknüpfung von Pressen zur Weiterreichung des zu bearbeitenden Materials zwischen den einzelnen Maschinen wird als Verkettung bezeichnet. Diese kann beispielsweise aus Portalsystemen (oftmals auch Feeder genannt), Robotern oder Linearmotoren aufgebaut sein, die einerseits den Raum zwischen den Maschinen überbrücken und das Material aus der vorhergehenden Werkzeugoperation entnehmen und in die Folgende einlegen.

#### Feeder
Ein Feeder ist ein in der Regel nur in zwei Achsen verfahrbares Ladesystem. Die zum Bestücken wichtigsten Achsen sind dabei die X- und Z-Achse, die es ihm erlauben einen eindimensionalen Fahrweg zurückzulegen und darüber hinaus Material vom Boden aufzunehmen und in einer höheren Ebene wieder abzulegen. Somit ist er in der Lage, mit einer an ihm montierten Greifspinne, die mit Saugnäpfen, Magneten oder anderem geeigneten Gerät bestückt ist, Platinen aufzunehmen und in die Presse einzulegen beziehungsweise Teile von einer in die andere Presse zu transportieren.

#### Transfer
Eine der grundlegenden Unterscheidungsmerkmale zwischen Feeder und Transfer ist die Aufnahme des zu transportierenden Materials. Während ein Feeder, wie beschrieben, zumeist von oben auf ein Teil zugreift, hebt ein Transfer das Werkstück von der Seite an. Dadurch ist er für die Entnahme von Platinen von einem Stapel nicht geeignet, findet jedoch bei der Verkettung von Anlagen und speziell in der Transferpresse Anwendung. Der Transfer ist in der Regel in mindestens drei Achsen verfahrbar.